# إجمالي الهامش الربحي
إجمالي الهامش الربحي (بالإنجليزية Gross profit margin) هو الفرق بين الإيرادات وتكلفة البضائع المباعة (COGS) مقسومًا على الإيرادات. يتم التعبير عن الهامش الإجمالي كنسبة مئوية. بشكل عام، يتم حسابه على أنه سعر بيع عنصر ما، مطروحًا منه تكلفة البضائع المباعة (على سبيل المثال، تكاليف الإنتاج أو الشراء، لا تشمل التكاليف الثابتة غير المباشرة مثل مصاريف المكتب أو الإيجار أو التكاليف الإدارية)، ثم يتم قسمة سعر البيع نفسه. غالبًا ما يستخدم «الهامش الإجمالي» بالتبادل مع «إجمالي الربح»، ولكن المصطلحين مختلفان: «إجمالي الربح» هو تقنيًا مبلغ نقدي مطلق و «الهامش الإجمالي» تقنيًا نسبة مئوية أو نسبة.

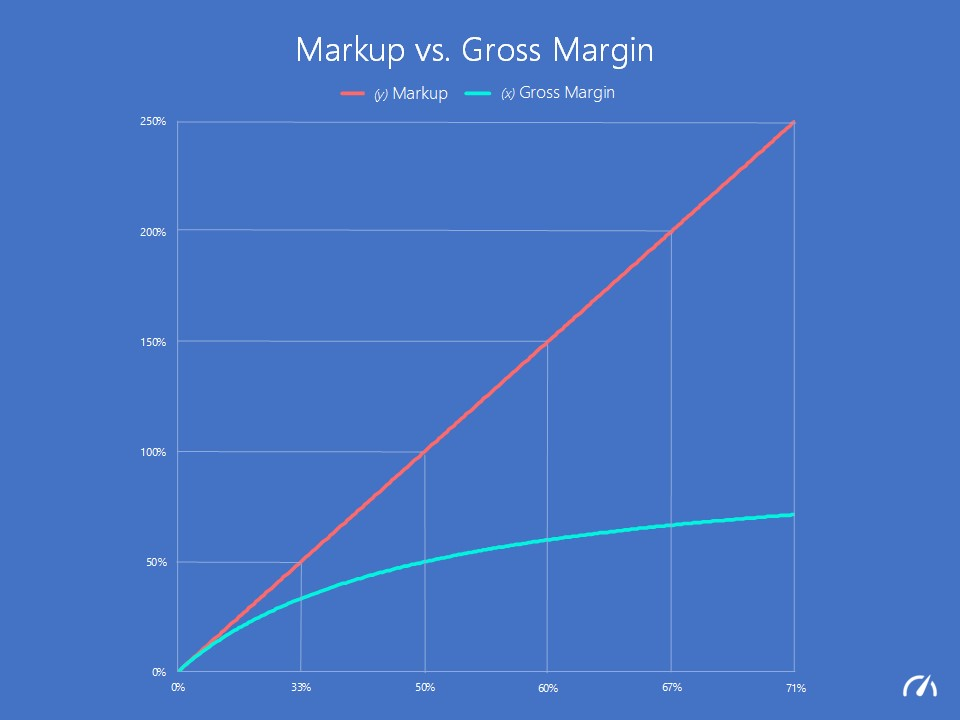
الترميز مقابل الهامش الإجمالي (بواسطة Adrián Chiogna)

الهامش الإجمالي هو نوع من هامش الربح، وعلى وجه التحديد شكل من أشكال الربح مقسومًا على صافي الإيرادات، على سبيل المثال، إجمالي (الربح) الهامش، هامش التشغيل (الربح)،هامش صافي الربح، وما إلى ذلك.

## الغرض
الغرض من الهوامش هو «تحديد قيمة المبيعات المتزايدة، وتوجيه قرار التسعير والترويج».
«يمثل الهامش على المبيعات عاملاً رئيسياً وراء العديد من اعتبارات العمل الأساسية، بما في ذلك الميزانيات والتوقعات. يجب على جميع المديرين، وبشكل عام، معرفة هوامش أعمالهم التقريبية. يختلف المديرون بشكل كبير، مع ذلك، في الافتراضات التي يستخدمونها في حساب الهوامش وفي الطرق التي يحللون بها هذه الأرقام المهمة وينقلونها».

### هوامش النسبة المئوية وهوامش الوحدة
يمكن التعبير عن الهامش الإجمالي كنسبة مئوية أو من الناحية المالية الإجمالية. إذا كان الأخير، فيمكن الإبلاغ عنه على أساس كل وحدة أو على أساس كل فترة للعمل.
" الهامش (على المبيعات) هو الفرق بين سعر البيع والتكلفة. يتم التعبير عن هذا الاختلاف عادةً إما كنسبة مئوية من سعر البيع أو على أساس كل وحدة. يحتاج المديرون إلى معرفة الهوامش لجميع قرارات التسويق تقريبًا. تمثل الهوامش عاملاً رئيسيًا في التسعير والعائد على الإنفاق التسويقي وتوقعات الأرباح وتحليلات ربحية العميل ". في دراسة استقصائية لما يقرب من 200 من كبار مديري التسويق، أجاب 78 ٪ بأنهم وجدوا "الهامش مفيد جدًا بينما وجد 65٪ أن" هامش الوحدة "مفيد جدًا. "يكمن أحد الاختلافات الأساسية في الطريقة التي يتحدث بها الناس عن الهوامش في الفرق بين هوامش النسبة المئوية وهوامش الوحدة على المبيعات. من السهل التوفيق بين الاختلاف، ويجب أن يكون المديرون قادرين على التبديل بين الاثنين. "

### تعريف «الوحدة»
«كل عمل له مفهومه الخاص عن» الوحدة «تتراوح من طن من المارجرين إلى 64 أوقية من الكولا إلى دلو من الجبس. تعمل العديد من الصناعات بوحدات متعددة وتحسب الهامش وفقًا لذلك … يجب أن يكون المسوقون مستعدين للتحول بين وجهات نظر مختلفة بجهد ضئيل لأن القرارات يمكن تقريبها في أي من هذه المنظورات.»
تعرف إنفستوبيديا «الهامش الإجمالي» على النحو التالي:
الهامش الإجمالي (٪) = (الإيرادات - تكلفة البضائع المباعة) / الإيرادات 
في المقابل، يتم تعريف «الربح الإجمالي» على النحو التالي:
إجمالي الربح = صافي المبيعات - تكلفة البضائع المباعة + عائد المبيعات السنوي
أو كنسبة من إجمالي الربح إلى الإيرادات، عادةً كنسبة مئوية:
{\displaystyle {\text{Gross margin percentage}}={\frac {\text{Revenue - COGS}}{\text{Revenue}}}*100}
تشمل تكلفة المبيعات، المصنفة أيضًا «تكلفة البضائع المباعة» (COGS)، التكاليف المتغيرة والتكاليف الثابتة المرتبطة مباشرة بالبيع، مثل تكاليف المواد والعمالة وأرباح المورد وتكاليف الشحن (تكلفة نقل المنتج إلى النقطة من البيع، على عكس تكاليف الشحن غير المدرجة في (COGS)، وما إلى ذلك. يستثني التكاليف الثابتة غير المباشرة، مثل نفقات المكتب والإيجار والتكاليف الإدارية.
تشير الهوامش الإجمالية الأعلى للشركة المصنعة إلى كفاءة أكبر في تحويل المواد الخام إلى دخل. بالنسبة إلى بائع التجزئة، سيكون هذا هو الفرق بين ترميزه وسعر الجملة. تعتبر الهوامش الإجمالية الأكبر بشكل عام مثالية لمعظم الشركات، باستثناء تجار التجزئة الذين يستخدمون الخصم والذين يعتمدون بدلاً من ذلك على الكفاءة التشغيلية والتمويل الاستراتيجي ليظلوا قادرين على المنافسة مع الشركات ذات الهوامش المنخفضة.
مقياسين مرتبطين هما هامش الوحدة ونسبة الهامش:
هامش الوحدة (بالدولار) = سعر البيع للوحدة (بالدولار) - التكلفة لكل وحدة (بالدولار)
الهامش (٪) = هامش الوحدة (بالدولار) / سعر البيع للوحدة (بالدولار) * 100
«يمكن أيضًا حساب هوامش النسبة المئوية باستخدام إجمالي إيرادات المبيعات وإجمالي التكاليف. عند العمل مع النسبة المئوية أو هوامش الوحدة، يمكن للمسوقين إجراء فحص بسيط عن طريق التحقق من أن مجموع الأجزاء الفردية هو الإجمالي.»
للتحقق من هامش الوحدة (بالدولار): سعر البيع لكل وحدة = هامش الوحدة + التكلفة لكل وحدة
للتحقق من الهامش (٪): التكلفة كـ النسبة المئوية للمبيعات = 100٪ - الهامش ٪
«عند التفكير في منتجات متعددة بإيرادات وتكاليف مختلفة، يمكننا حساب الهامش الإجمالي (٪) على أي من قاعدتين: إجمالي الإيرادات والتكاليف الإجمالية لجميع المنتجات، أو المتوسط المرجح بالدولار لهوامش النسبة المئوية للمنتجات المختلفة.»

#### استخدم في المبيعات
يمكن لبائعي التجزئة قياس أرباحهم باستخدام طريقتين أساسيتين، وهما الوسم والهامش، وكلاهما يصف الربح الإجمالي. يعبر الترميز عن الربح كنسبة مئوية من تكلفة المنتج إلى بائع التجزئة. يعبر الهامش عن الربح كنسبة مئوية من سعر بيع المنتج الذي يحدده بائع التجزئة. تنتج هذه الطرق نسبًا مختلفة، إلا أن كلا النسبتين تعتبر وصفًا صحيحًا للربح. من المهم تحديد الطريقة المستخدمة عند الإشارة إلى ربح بائع التجزئة كنسبة مئوية.
يستخدم بعض تجار التجزئة هوامش الربح لأنه يتم حساب الأرباح بسهولة من إجمالي المبيعات. إذا كان الهامش 30٪، يكون الربح 30٪ من إجمالي المبيعات. إذا كانت نسبة الربح 30٪، فلن تكون النسبة المئوية للمبيعات اليومية التي تمثل أرباحًا هي نفس النسبة المئوية.
يستخدم بعض تجار التجزئة العلامات لأنه من الأسهل حساب سعر المبيعات من التكلفة. إذا كانت نسبة الترميز 40٪، فإن سعر البيع سيكون 40٪ أكثر من تكلفة العنصر. إذا كان الهامش 40٪، فإن سعر البيع لن يساوي 40٪ من التكلفة؛ في الواقع، ستزيد بنسبة 67٪ تقريبًا عن تكلفة العنصر.

#### وضع علامة على
معادلة حساب القيمة النقدية لإجمالي الهامش هي: الهامش الإجمالي = المبيعات - تكلفة البضائع المباعة
هناك طريقة بسيطة للحفاظ على هامش الربح الإجمالي وعوامل الربح مباشرة وهي أن تتذكر ما يلي:
1. النسبة المئوية للعلامات التجارية هي 100 ضعف فرق السعر مقسومة على التكلفة.
2. النسبة المئوية من إجمالي الهامش هي 100 ضعف فرق السعر مقسومة على سعر البيع.

الهامش الإجمالي (كنسبة مئوية من الإيرادات)
يجد معظم الناس أنه من الأسهل التعامل مع إجمالي الهامش لأنه يعطي مدى الربح من عائدات المبيعات أو السعر بشكل مباشر:
إذا كانت تكلفة إنتاج عنصر ما 100 دولار وتم بيعه بسعر 200 دولار، فإن السعر يتضمن هامش ربح بنسبة 100٪ والذي يمثل هامش إجمالي بنسبة 50٪. الهامش الإجمالي هو مجرد النسبة المئوية لسعر البيع الذي يمثل الربح. في هذه الحالة، 50٪ من السعر عبارة عن ربح، أو 100 دولار.
{\displaystyle {\frac {\$200-\$100}{\$200}}\cdot 100\%=50\%}
في مثال أكثر تعقيدًا، إذا كان أحد العناصر يكلف 204 دولارًا أمريكيًا لإنتاجه وبيعه بسعر 340 دولارًا أمريكيًا، فإن السعر يتضمن هامش ربح 67٪ (136 دولارًا أمريكيًا) وهو ما يمثل هامشًا إجماليًا بنسبة 40٪. هذا يعني أن 40٪ من 340 دولارًا أمريكيًا هي ربح. مرة أخرى، الهامش الإجمالي هو مجرد النسبة المئوية المباشرة للربح في سعر البيع.
في المحاسبة، يشير الهامش الإجمالي إلى المبيعات مطروحًا منها تكلفة البضائع المباعة. ليس بالضرورة ربحًا حيث يجب خصم المصاريف الأخرى مثل المبيعات والتكاليف الإدارية والمالية. وهذا يعني أن الشركات تقلل من تكلفة الإنتاج أو تنقل التكلفة إلى العملاء.  كلما ارتفعت النسبة، مع تساوي جميع الأشياء الأخرى، كان ذلك أفضل لمتاجر التجزئة.

#### التحويل بين هامش الربح الإجمالي والهامش (الربح الإجمالي)
تحويل هامش الربح إلى الهامش الإجمالي
{\displaystyle {\text{gross margin}}={\frac {\text{markup}}{1+{\text{markup}}}}}

أمثلة:
العلامة = 100٪ = 1
{\displaystyle {\text{gross margin}}={\frac {1}{1+1}}=0.5=50\%}
نسبة السعر = 66.7٪ = 0.667
{\displaystyle {\text{gross margin}}={\frac {0.667}{1+0.667}}=0.4=40\%}
تحويل الهامش الإجمالي إلى هوامش
{\displaystyle {\text{markup}}={\frac {\text{gross margin}}{1-{\text{gross margin}}}}}

أمثلة:
الهامش الإجمالي = 50٪ = 0.5
{\displaystyle {\text{markup}}={\frac {0.5}{1-0.5}}=1=100\%}
الهامش الإجمالي = 40٪ = 0.4
{\displaystyle {\text{markup}}={\frac {0.4}{1-0.4}}=0.667=66.7\%}
استخدام الهامش الإجمالي لحساب سعر البيع
بالنظر إلى تكلفة عنصر ما، يمكن حساب سعر البيع المطلوب لتحقيق هامش إجمالي محدد. على سبيل المثال، إذا كان المنتج يكلف 100 دولار والهامش الإجمالي المطلوب هو 40٪، إذن
سعر البيع = 100 دولار / (1-40٪) = 100 دولار / 0.6 = 166.67 دولار

#### أدوات الهامش الإجمالي لقياس أداء التجزئة
بعض الأدوات المفيدة في تحليل البيع بالتجزئة هي GMROII و GMROS و GMROL.
GMROII: إجمالي عائد الهامش على استثمار المخزون
GMROS: إجمالي عائد الهامش على المساحة
GMROL: إجمالي عائد الهامش على العمالة

#### الاختلافات بين الصناعات
في بعض الصناعات، مثل صناعة الملابس على سبيل المثال، من المتوقع أن تكون هوامش الربح قريبة من علامة 40٪، حيث يجب شراء البضائع من الموردين بسعر معين قبل إعادة بيعها. في صناعات أخرى مثل تطوير المنتجات البرمجية، يمكن أن يكون هامش الربح الإجمالي أعلى من 80٪ في كثير من الحالات.
في الصناعة الزراعية، ولا سيما في الاتحاد الأوروبي، يتم استخدام الهامش الإجمالي القياسي لتقييم ربحية المزرعات.